# Medeli Electronics
Medeli Electronics Co., Ltd. ist ein Hersteller von Musikinstrumenten und -zubehör mit Sitz in Hongkong.

## Produktionsstätten
Die Firma Medeli Electronics wurde 1983 gegründet. 1995 wurde das erste Produktionswerk in Shenzhen errichtet. 2009 erfolgte der Umzug in ein größeres Werk mit 100.000 m² Produktionsfläche in Zhuhai. In Shanghai befindet sich ein Designcenter zur Entwicklung eigener elektronischer Bauteile und die Produktion von Musikinstrumenten.

## Produkte
Die Produktpalette umfasst
- Keyboards
- Digitalpianos
- digitale Drumsets
- Digitalrekorder
- Verstärker für Schlagzeug, Gitarren und Monitoring

## Cooperation
Die deutsche Firma Music Store lässt bei Medeli Electronics einige Instrumente produzieren, unter anderem Keyboards der Marke Wersi. Ebenso produziert Medeli Electronics Digitalpianos für die Eigenmarke thomann der Firma Musikhaus Thomann.